# Флаг сельского поселения Атепцевское
Флаг муниципального образования сельское поселение Ате́пцевское Наро-Фоминского муниципального района Московской области Российской Федерации — опознавательно-правовой знак, служащий официальным символом муниципального образования.
Ныне действующий флаг утверждён 19 декабря 2008 года решением Совета депутатов сельского поселения Атепцевское № 11/27 и внесён в Государственный геральдический регистр Российской Федерации с присвоением регистрационного номера 4211.
Флаг составлен на основании герба сельского поселения Атепцевское по правилам и соответствующим традициям вексиллологии и отражает исторические, культурные, социально-экономические, национальные и иные местные традиции.

## Описание
Первый флаг сельского поселения Атепцевское был утверждён 11 апреля 2007 года решением Совета депутатов сельского поселения Атепцевское № 4/15, в котором было дано следующее описание флага:

Флаг сельского поселения Атепцевское представляет собой зелёное прямоугольное полотнище с соотношением сторон 2:3, с белым участком у древка, отделённым восходящей извилистой линией, начинающейся от нижнего угла у древка и заканчивающейся на верхнем крае (на расстоянии 1/2 длины полотнища от свободного края) и обрамлённой тремя уменьшающимися изображениями колёс — по краям белыми и в середине зелёным.

Данный флаг не был утверждён Геральдическим советом при Президенте Российской Федерации и 19 декабря 2008 года, решением Совета депутатов сельского поселения Атепцевское № 11/27, рассмотрев обращение ООО «Регионсервис» Союза геральдистов России, в описание и рисунок флага были внесены изменения:

Флаг сельского поселения Атепцевское представляет собой зелёное прямоугольное полотнище с соотношением сторон 2:3 с белым участком у древка, отделённым восходящей извилистой линией, начинающейся от нижнего угла у древка (на расстоянии 1/6 длины полотнища от древка) и заканчивающейся на верхнем крае (на расстоянии 2/3 длины полотнища от свободного края) и обрамленной тремя уменьшающимися изображениями колёс — по краям белыми и в середине зелёными.

## Обоснование символики
Основной фигурой флага поселения является колесо, символика которого многозначна:
— это движение, развитие, прогресс;
— три колеса на флаге сельского поселения начиная с большого колеса аллегорически отражают самые крупные территориальные единицы, входящие в настоящее время в состав поселения: село Атепцево, посёлок Новая Ольховка и село Каменское (в этих трёх населённых пунктах проживает свыше 90 % всего населения сельского поселения);
— колесо воспринимается как символ Солнца, поскольку его спицы напоминают лучи небесного светила;
— колесо — символ вечно текущего времени, а три колеса символизируют связь времён: от прошлого — через настоящее — к будущему;
— колесо служит символом постоянного движения. На флаге сельского поселения Атепцевское колесо, повторенное трижды, символизирует поступательный рост производства с 4 рабочих у купца Алёшина до многих сотен человек в настоящее время.
На флаге в аллегорическом виде представлена вся история развития промышленности сельского поселения. В прошлом (маленькое колесо) небольшая бумажная фабрика купца Алёшина, она в советское время (среднее колесо) превратилась в писчебумажную фабрику «Новая жизнь», а затем — в крупное градообразующее предприятие — завод электроизоляционных материалов «Элинар», которое в настоящее время является передовым предприятием по выпуску электроизоляционных материалов не только в России, но и за рубежом. В настоящее время в сельском поселении промышленность представлена крупными предприятиями разного профиля (большое колесо), такими, как ОАО «ХК Элинар», ООО «Эйвон Бьюти Продактс Компани», ООО «Рексам» и т. д.
Волнистая линия, разделяющая флаг на две части, символизирует:
— реку Нару, протекающую по территории сельского поселения;
— ленту бумаги или изоляционного материала;
— линию обороны, проходившую в октябре — декабре 1941 года по территории современного поселения.
Цветовое решение флага сельского поселения Атепцевское (серебро — зелень) совпадает с цветовой гаммой флаг Наро-Фоминского района, что символизирует культурную, историческую и экономическую общность двух муниципальных образований.
Белый цвет (серебро) — символ чистоты, ясности, открытости.
Зелёный цвет символизирует природу, окружающую поселение, а также развитое сельскохозяйственное производство, представленное тремя современными хозяйствами. Изображение флага, выполненное в серебристо-зелёной цветовой гамме, аллегорически показывает культурную, историческую и экономическую общность двух муниципальных образований — Наро-Фоминского муниципального района и сельского поселения Атепцевское.